# Molnos Dávid
Nagy-ajtai Molnos Dávid (Nagyajta, 1778 – Kolozsvár, 1836. augusztus 16.) unitárius kollegiumi tanár.

## Élete
Molnár István és Péterfi Zsuzsánna földművelő szülők fia. Középiskoláit a kolozsvári unitárius kollégiumban végezte; a jogi tudományokat ugyanott a királyi líceumban hallgatta. 1802-ben P. Horváth Ferenc és P. Horváth Miklós költségén külföldre ment és a bécsi, május 5-én a jénai egyetemre iratkozott be. 1805-ben a kolozsvári unitárius kollégium tanárának választatott meg, ahol 31 évig a történelmet, földrajzot és kronológiát tanította; közben 1812-től húsz évig rektori hivatalt is viselt; 1832-ben az erdélyi unitárius ekklezsiának főjegyzője, a császári és királyi könyvvizsgáló bizottság tagja és a papi vizsgáló bizottság elnöke is volt. Kolerában hunyt el.
Cikkei az Erdélyi Múzeumban (II. 1815. Herczeg Libu történetei, IX. 1816. Rövid előadása, micsoda lépések tétettek eleitől fogva a földszíne megismerésére, mennyit ismerünk abból és mi vagyon még hátra?); az Erdélyi Prédikátori Tárban (1835. Mi az oka, hogy a keresztyén vallásnak oly kevés foganatja van az emberi szív formálásában s a virtus előmozdításában).

## Munkái
- Az ember emberi és polgári kerületében le-rajzolva egy halotti beszédben, melyet n. Sombori János úr kolozsvári polgár és posztómíves utolsó tisztesség tételére írt és el-mondott az unitáriusok templomában 1806. october 12. napján. Kolozsvár, 1807.
- A vallásnak a nemzetek sorsába való bé-folyásáról egy beszéd, melyet felsőbb parancsolatból készített és a tiszt. unitária vallásbéli közönséges zsinati gyülekezet előtt a t. küküllői papi kerületbéli Ádámosi ns. unitária sz. ekklesia templomában elmondott 1807. eszt. június 29-dik napján. Kolozsvár, 1807.
- Egy halotti beszéd az erkölcsi halálról, melyet néhai méltóságos Kénosi Sándor Mózes úrnak utolsó tisztességtételére írt 1809. Kolozsvár, 1809. (Körmöczi János beszédével együtt).
- Egy halotti beszéd az asszonyi nemnek érdemesítéséről, melyet… Dániel Julianna Ugron Lászlóné… tisztességtételére írt 1811. Kolozsvár, 1812. (Szász Mózes gyászbeszédével együtt).
- Egy halotti beszéd, az atyai örökét mívelő jó gazdáról, melyet… vargyasi Dániel Elek úr tisztességtételére írt 1812. Kolozsvár, 1812.
- A kedves ember egy halotti beszédben lerajzolva, melyet néhai mélt. kir. táblai biró Petrityévit Horváth Miklós úr utolsó tiszteletére írt 1816. Kolozsvár.
- Halotti beszéd a jó pap tulajdonságairól. Mellyet néhai tiszteletes tudós Szász Moses a kolosvári unitaria sz. ekklesia volt papja… utolsó tisztességtételére elmondott 1824. jan. 25. Kolozsvár, 1824. (Sylvester György beszédével együtt).
- Az igaz ember… Halotti beszéd néhai Petritsewyth Horváth Károly az erdélyi unitarius ekklezsiák főkuratora felett. Kolozsvár, 1831.

Levele Kazinczy Ferenchez, Kolozsvár. 1826. márcz. 13. (azon kérdésre, hogy az ő dogmájok mikben különbözik a más hitfelekezet dogmáitól és az erdélyi ekklezsiáik száma mennyire megyen). Közli Szinyei Gerzson. (Irodalomtörténeti Közlemények. 1892. 404. l.).
Kézirati munkája a Magyar Nemzeti Múzeumban: Pályamunka a m. n. Museum által 1815., 1816. és 1817-re feltett jutalomkérdésekre, 4rét 38 lap. (Eredeti).
Kazinczy (Erdélyi levelek. Bpest, 1880) Thucydides fordítójának nevezi; ezen fordítása is kéziratban maradt.